# Passaloecus eremita
Passaloecus eremita är en stekelart som beskrevs av Kohl 1893. Passaloecus eremita ingår i släktet Passaloecus, och familjen Crabronidae. Arten är reproducerande i Sverige.